# Huautla, Puebla
Huautla är en ort i Mexiko.   Den ligger i kommunen Chiconcuautla och delstaten Puebla, i den sydöstra delen av landet, 150 km nordost om huvudstaden Mexico City. Huautla ligger 1 483 meter över havet och antalet invånare är 119.
Terrängen runt Huautla är huvudsakligen kuperad, men åt sydväst är den bergig. Runt Huautla är det ganska tätbefolkat, med 160 invånare per kvadratkilometer. Närmaste större samhälle är Huauchinango, 13,5 km väster om Huautla. Omgivningarna runt Huautla är en mosaik av jordbruksmark och naturlig växtlighet.